# فيفيان كورالي
فيفيان كورالي (بالإنجليزية: Vivian Coralie)‏ هو منافس ألعاب قوى موريشيوسي، ولد في 11 مارس 1962.

## وصلات خارجية
- فيفيان كورالي على موقع أوليمبيديا (الإنجليزية)